# پاپا روچ
پاپا روچ (به انگلیسی: Papa Roach) از گروه‌های مطرح سبک موسیقی نو متال در آمریکا بود که بعدها سبک این گروه به آلترنتیو راک و هارد راک تغییر کرد. این گروه در شهر واکاویل در غرب ساکرامنتو در کالیفرنیا پدید آمده است. گروه پاپا روچ اولین بار با آهنگ آخرین وهله شهرت یافت و آلبوم دور شدن با مرگ این گروه نیز در مطرح کردن این گروه بی تاثیر نبوده است.گروه در اواخر سال ٢٠١٢ آلبوم "کانکشن" را عرضه کرد که بیانگر سبک جدید و تلفیقی گروه بود و با واکنش های مثبت و منفی بسیاری رو به رو شد.

## آلبوم‌ها
| سال  | آلبوم                    | US  | جدول موسیقی آلبوم‌های بریتانیا | ضبط در             | فروش در آمریکا |
| ---- | ------------------------ | --- | ----------------------------- | ------------------ | -------------- |
| ۲۰۰۰ | Infest                   | #۵  | #۹                            | Dreamworks Records | ۳x Platinum    |
| ۲۰۰۲ | Lovehatetragedy          | #۲  | #۴                            | Dreamworks Records | Gold           |
| ۲۰۰۴ | Getting Away with Murder | #۱۷ | #۳۰                           | گفن رکوردز         | Platinum       |
| ۲۰۰۶ | The Paramour Sessions    | #۱۶ | #۶۱                           | گفن رکوردز         | ۴۰۰٬۰۰۰+       |
| ۲۰۰۸ | Metamorphosis            | -   | -                             | گفن رکوردز         | -              |